# Shen Jingdong
Shen Jingdong (沈敬东 en chinois), né en 1965 à Nankin en Chine, est un artiste contemporain chinois réputé par son travail de réinterprétation tridimensionnelle sur l’iconographie traditionnelle chinoise. Son atelier se situe à Pékin.

## Biographie
En 1984, il obtient le diplôme (section beaux-arts) de la « Nanjing Xiaozhuang École Normale », puis rejoint le « Art College de Nanjing » dont il sort diplômé en 1991. À la suite de ses longues études artistiques, il est enrôlé dans la troupe de théâtre militaire de l’Armée chinoise (Nankin). Il y fera sa carrière durant seize années jusqu’en 2007.

## Œuvre
En 2008 son art arrivé à maturité, lui permet d’asseoir rapidement sa notoriété en Chine puis internationalement avec sa série Hero mettant en scène parfois même de façon décalée sous des coloris acidulés et provocateurs (bleu, jaune, rouge, ou vert) des soldats et autres icônes de la vie courante chinoise.
L’œuvre intitulée The Bugle (« Le Clairon »), réalisée en 2012, illustre parfaitement son travail, laissant à chaque observateur une liberté d’interprétation et de réflexion intellectuelle, sensitive ainsi qu’émotionnelle.

## Personnalités et collection
Les œuvres de Shen Jingdong sont collectionnées à travers le monde, notamment par Zhang Ziyi, l'actrice de Tigre et Dragon et Rush Hour 2, devenue l'une de ses plus grandes admiratrices.

## Expositions

### Expositions sélectionnées
. 2015 - Galerie du Bourdaric - Vallon Pont d'Arc - France
- 2014 	- Art Paris - Art Fair, "France-Chine 50" (la Chine à l'honneur), France[6]
- 2013 	- Art Basel - Miami Beach Exhibition Miami FL, États-Unis[7]
- 2013 	- Art Basel - Hong Kong Exhibition China[8]
- 2013 - Galerie du Bourdaric - Vallon Pont d'Arc - France
- 2013 -  New Art Fair, Espace Pierre Cardin, Paris, France[9]
- 2012 -  ST-ART, Foire Internationale d'art contemporain, Strasbourg, France[10]
- 2011 	- East/west: Visually Speaking, Frost Art Museum, Miami, FL, États-Unis
- 2010  - Lille Art Fair, Foire internationale d'art contemporain, Lille, France[10]
- 2010 	- Chasing Flames - Chinese Group Show - Zadok Art Gallery, Miami, FL

- State of the Dao: Chinese Contemporary Art - Lehman College Art Gallery, New York, NY
- “RESHAPING HISTORY Chinart from 2000 to 2009″ China National Convention Center Beijing, China 		
-“East/West — Visually Speaking”
(Paul & Lulu Hilliard University Art Museum, University of Louisiana at Lafayette, USA)
(Museum of Contemporary Art/Jacksonville, Floride, USA)
- 2009	- Hero, Volta Art Fair, New York, USA, (solo)

- Tension at Poles – Invitational Exhibition of Works of Masters from Beijing, Shanghai and Chengdu, Luodai Town, Chengdu, China
- Trust – Exhibition of Contemporary Painting, Star Factory Art Center, Pékin, Chine
- Context – Invitational Exhibition of Contemporary Painting, Beijing Foundery Museum of Art, China 
- Memory of China – Exchange Exhibition of Chinese and Spanish Artists’ Works, Time Space in 798 Factory, Beijing, China
- Strength of Practice, the Third Documenta of Contemporary Chinese Prints, Nanjing Museum, China 
- Red Memory, Liu Haisu Art Museum, Shanghai, China
- China-Korean Exchange Exposition, 798 Yan Gallery, Beijing, China 
- Invitational Exhibition of Experimental Contemporary Arts, Museum of Contemporary Art, Songzhuang, Beijing, China
- Chengdu Biennale, New International Convention & Exposition Center, Chengdu, China 
- Visual Presentation of Identity, Shanghai Duolun Museum of Modern Art, Shanghai, Chine
- 2008	- Heroes - ChinaSquare, New York (solo)

- The Most Beloved People, Today Art Museum & New Millennium Gallery, Pékin, Chine (solo) 
- Multiple Perspectives – Exhibition of 11 Chinese Contemporary Artists’ Works, Beijing You Gallery, Pékin, Chine
- Assembling under the Five Rings, Legend Hotel, Pékin, Chine
- Up North – Exhibition of Jiangsu Artists’ Works, Egret Art Center, Pékin, Chine
- Up North, Down South, Art for All Society, Beijing, China
- Post-Modern Expression of Red Classics, Dong. Coffee. Event in 798 Art Zone, Pékin, Chine
- Strength of Practice – the Second Documenta of Contemporary Chinese Prints, Nanjing Museum, Chine
- Drifting – China – Korean Exchange Exposition, Top Gallery, 798 Art Zone, Pékin, Chine
- 2007	- Making Heroes for ten years, Beijing Imagine Gallery, Chine (solo)

- We Could Be Heroes – Shen Jingdong solo exhibition, Hong Kong Yan Gallery (solo) 
- Progressive Action, Beijing Millennium Time Gallery, China
- Body ? Impression – The Human Body in Contemporary Chinese Art, Red Gate Gallery, 798 Art Zone, Beijing, China 
- Revolution, China Square Gallery, New York, USA
- Tie – Path, You Gallery, Pékin, Chine
- The Fourth China International Art Gallery expo, Beijing National Trade Center, China
tout

### Collections publiques
- 2009 - Wurth Museum, Espagne, « Hero », huile/toile, 100×100 cm
- 2007 - National Art Museum of China, « Hero series », No. 12, 200×200 cm
- 2007 - Art Retreat Museum, Singapour, « Hero series », No. 42, 200×200 cm
- 2006 - Shanghai No.1 Art Museum, « Ceremony of the Founding of the People’s Republic of China »

tout